# Tivoli (Ærø)
 For alternative betydninger, se Tivoli (flertydig). (Se også artikler, som begynder med Tivoli)
Tivoli er en bebyggelse på Ærø – ca. 1 km syd for Ærøskøbing. Tivoli, der ligger på grænsen mellem Rise Sogn og Ærøskøbing Sogn, består af to vejstrækninger – dels et stykke af vejen mellem Ærøskøbing og Stokkeby, dels en vej vinkelret på denne. Disse to vejstrækninger udgør tilsammen vejen "Tivoli".
I Tivoli ligger den ottekantede hollandske gallerimølle. Ærøskøbing Bymølle og Grubbemøllegård (tidligere Grubbemølle).
Bebyggelsesnavnet "Tivoli" fremgår af Stednavneudvalgets liste over autoriserede stednavne i Danmark Arkiveret 13. februar 2006 hos  Wayback Machine. Bebyggelsesnavnet ses også på de lave målebordsblade, produceret mellem 1900 og 1960 , men ikke af de høje målebordsblade, produceret mellem 1842 og 1899 .
Georg Carstensen, Tivolis grundlægger besøgte i sin ungdom Ærø og kom til Tivoli, hvor han boede på en gård, og her skulle han have fået ideen om at kalde forlystelseshaven i København "Tivoli".